# Цудахарский район
Цудахарский район — административный район существовавший в составе Дагестанской АССР с 1946 по 1956 г.
Административный центр — село Цудахар.

## География
Располагался в центральной части нагорного Дагестана. Граничил на: юге с Лакским, на северо-западе с Гергебильским, на северо-востоке с Левашинским, на юго-востоке с Акушинским районами.

## История
Образован Указом Президиума Верховного Совета РСФСР от 27.03.1946 г. на части территории Левашинского и Акушинского районов. Упразднен постановлением ПВС от 27.06.1956 г., территория передана прежним районам.

## Административное деление
На 1-е января 1955 года район состоял из 8 сельских советов:
1. Аметерк-Махинский — с. Аметерк-Махи, с. Ашхан-Махи, х. Верние Кашка-Махи, с. Нижние Кашка-Махи;
2. Балхарский — с. Балхар, с. Кули, с. Цуликана;
3. Куппинский — с.Куппа, с. Канцилла-Бек, с. Аллмате, с. Иргали-Махи, с. Кундурха-Махи, с. Телягу;
4. Мусульте-Махинский — с. Мусульте-Махи, с. Аллате, с. Инкучи, с. Кума, с. Тарли-Махи, с. Хургу;
5. Тебек-Махинский — с. Тебек-Махи, х. Гу-Инкке, х. Инкке, х. Куркабец, с. Пси-аул, х. Чи-Инкке;
6. Хаджал-Махинский — с. Хаджал-Махи, с. Нижние Убеки-Махи, с. Ташкапур;
7. Цудахарский — с. Цудахар, с. Кули-Бухна-Махи, с. Каре, с. Кадани, с. Касумке, с. Хажилте.